# مايك نيل (لاعب كرة قاعدة)
مايك نيل (بالإنجليزية: Mike Neill)‏ هو لاعب كرة قاعدة أمريكي، ولد في 27 أبريل 1970 في مارتينسفيل في الولايات المتحدة.

## وصلات خارجية
- مايك نيل على موقعبيزبول رفرنس.كوم (الدوري الرئيسي) (الإنجليزية)
- مايك نيل على موقع أوليمبيديا (الإنجليزية)